# Siergiej Agiejew
Siergiej Pietrowicz Agiejew (ros. Серге́й Петро́вич Аге́ев, ur. 1898 w Moskwie, zm. 22 listopada 1937) – radziecki działacz partyjny i państwowy.

## Życiorys
W 1918 został członkiem RKP(b) i funkcjonariuszem partyjnym w Jefriemowie, kierował Wydziałem Agitacyjno-Propagandowym Tulskiego Gubernialnego Komitetu RKP(b), 1919 służył w Armii Czerwonej, potem był przewodniczącym Komitetu Powiatowego RKP(b) i Powiatowego Komitetu Rewolucyjnego w Jałutorowsku. Od grudnia 1920 do czerwca 1921 był sekretarzem odpowiedzialnym tiumeńskiego gubernialnego komitetu RKP(b), od lipca 1921 do października 1922 sekretarzem odpowiedzialnym woroneskiego gubernialnego komitetu RKP(b), od 1922 do sierpnia 1925 przewodniczącym Komitetu Wykonawczego Woroneskiej Rady Gubernialnej, a od 13 sierpnia 1925 do 1 kwietnia 1926 ludowym komisarzem ds. handlu wewnętrznego RFSRR. Potem był zastępcą przewodniczącego Centrosojuza, do 1932 zastępcą przewodniczącego Komitetu Wykonawczego Moskiewskiej Rady Obwodowej, od 1932 do marca 1936 przewodniczącym Komitetu Wykonawczego Iwanowskiej Przemysłowej Rady Obwodowej, a od marca 1936 do sierpnia 1937 przewodniczącym Komitetu Wykonawczego Iwanowskiej Rady Obwodowej.
15 lipca 1937 został aresztowany, następnie rozstrzelany.